# Justine Dufour-Lapointe
Justine Dufour-Lapointe (Montreal, 25 maart 1994) is een Canadese freestyleskiester. Ze vertegenwoordigde haar vaderland op de Olympische Winterspelen 2014 in Sotsji en op de Olympische Winterspelen 2018 in Pyeongchang. Haar zussen Maxime en Chloé skiën eveneens op wereldbekerniveau in de moguls.

## Carrière
Bij haar wereldbekerdebuut, in december 2010 in Ruka, eindigde Dufour-Lapointe direct in de top tien. Vier dagen later stond ze in Méribel voor de eerste maal in haar carrière op het podium van een wereldbekerwedstrijd. Op 15 januari 2011 boekte de Canadese in Mont Gabriel haar eerste wereldbekerzege. Op de wereldkampioenschappen freestyleskiën 2013 in Voss veroverde Dufour-Lapointe de bronzen medaille op het onderdeel moguls, op het onderdeel dual moguls eindigde ze op de vijftiende plaats. Tijdens de Olympische Winterspelen van 2014 in Sotsji werd de Canadese olympisch kampioene op het onderdeel moguls. Haar zus Chloé eindigde op de tweede plaats.
In Kreischberg nam Dufour-Lapointe deel aan de wereldkampioenschappen freestyleskiën 2015. Op dit toernooi veroverde ze de wereldtitel op het onderdeel moguls, op het onderdeel dual moguls sleepte ze de zilveren medaille in de wacht. In de Spaanse Sierra Nevada nam ze deel aan de wereldkampioenschappen freestyleskiën 2017. Op dit toernooi behaalde ze de bronzen medaille op het onderdeel moguls, op het onderdeel dual moguls eindigde ze op de veertiende plaats. Tijdens de Olympische Winterspelen van 2018 in Pyeongchang veroverde de Canadese de zilveren medaille op het onderdeel moguls.
In Park City nam Dufour-Lapointe deel aan de wereldkampioenschappen freestyleskiën 2019. Op dit toernooi eindigde ze als vijfde op het onderdeel moguls en als twaalfde op het onderdeel dual moguls.

## Resultaten

### Olympische Winterspelen
| Jaar | Plaats      | Resultaten |
| ---- | ----------- | ---------- |
| 2014 | Sotsji      | Moguls     |
| 2018 | Pyeongchang | Moguls     |

### Wereldkampioenschappen
| Jaar | Plaats        | Resultaten                |
| ---- | ------------- | ------------------------- |
| 2013 | Voss          | 15e Dual Moguls · Moguls  |
| 2015 | Kreischberg   | Dual Moguls · Moguls      |
| 2017 | Sierra Nevada | 14e Dual Moguls · Moguls  |
| 2019 | Park City     | 12e Dual Moguls 5e Moguls |

### Wereldbeker
Eindklasseringen
| Seizoen   | Algm  | MO     |
| --------- | ----- | ------ |
| 2010/2011 | 13e   | 4e     |
| 2011/2012 | 4e    | Zilver |
| 2012/2013 | 7e    | Zilver |
| 2013/2014 | Brons | Zilver |
| 2014/2015 | 4e    | Zilver |
| 2015/2016 | 8e    | Zilver |
| 2016/2017 | 10e   | Brons  |
| 2017/2018 | 14e   | 5e     |
| 2018/2019 | 30e   | 6e     |
| 2019/2020 | 14e   | 4e     |

Wereldbekerzege
| Datum           | Plaats         | Onderdeel   |
| --------------- | -------------- | ----------- |
| 15 januari 2011 | Mont Gabriel   | Dual Moguls |
| 18 maart 2012   | Megève         | Dual Moguls |
| 26 januari 2013 | Calgary        | Moguls      |
| 5 januari 2014  | Calgary        | Moguls      |
| 15 januari 2014 | Lake Placid    | Moguls      |
| 1 maart 2014    | Inawashiro     | Moguls      |
| 15 maart 2014   | Voss           | Moguls      |
| 10 januari 2015 | Deer Valley    | Dual Moguls |
| 29 januari 2015 | Lake Placid    | Moguls      |
| 23 januari 2016 | Val Saint-Côme | Moguls      |
| 4 februari 2016 | Deer Valley    | Moguls      |
| 6 februari 2016 | Deer Valley    | Dual Moguls |
| 21 januari 2017 | Val Saint-Côme | Moguls      |
| 20 januari 2018 | Tremblant      | Moguls      |
| 8 februari 2020 | Deer Valley    | Dual Moguls |